# Anaea
Anaea (łac. Dioecesis Anaeus) – stolica historycznej diecezji w Cesarstwie Rzymskim (prowincja Azja), współcześnie w Turcji. Od 1933 katolickie biskupstwo tytularne (wakujące od 1984).

## Biskupi tytularni
| Lp. | Biskup                                        | Funkcja                                                                | Od               | Do               |
| --- | --------------------------------------------- | ---------------------------------------------------------------------- | ---------------- | ---------------- |
| 1   | William Tibertus McCarty CSsR                 | biskup pomocniczy Archidiecezji Wojskowej Stanów Zjednoczonych Ameryki | 2 stycznia 1943  | 11 marca 1948    |
| 2   | Alfredo Antonio Francisco Müller y San Martín | biskup pomocniczy San Cristobal de la Habana (Kuba)                    | 13 marca 1948    | 7 kwietnia 1961  |
| 3   | Giovanni Picco                                | biskup pomocniczy Vercelli (Włochy)                                    | 15 kwietnia 1962 | 14 sierpnia 1984 |